# Amaranthus glomeratus
Amaranthus glomeratus är en amarantväxtart som beskrevs av Eduard Pospichal. Amaranthus glomeratus ingår i släktet amaranter, och familjen amarantväxter. Inga underarter finns listade i Catalogue of Life.